# Reinhold R. Grimm
Reinhold R. Grimm (* 20. Dezember 1942 in Rottweil) ist ein deutscher Romanist.

## Leben
Er studierte Evangelische Theologie, Germanistik, Philosophie und Romanistik an den Universitäten in Tübingen, Heidelberg, Poitiers und Paris. Nach der Promotion (1971) und der Habilitation in Konstanz im Bereich der allgemeinen und romanischen Literaturwissenschaft (1979) war er Professor für romanische Literaturwissenschaft an der Friedrich-Schiller-Universität Jena.
Seine Forschungsschwerpunkte sind romanistische und mittellateinische Mediävistik, der Übergang von der Aufklärung zur Romantik sowie Realismus und Art social im französischen 19. Jahrhundert.
Er ist Chevalier de l’Ordre des Palmes Académiques (1987), Cavaliere dell’Ordine al Merito della Repubblica Italiana (2003) sowie Träger des Ehrenkreuzes für Wissenschaft und Kunst I. Klasse der Republik Österreich (2013).

## Schriften (Auswahl)
- Paradisus coelestis, Paradisus terrestris. Zur Auslegungsgeschichte des Paradieses im Abendland bis um 1200. München 1977, ISBN 3-7705-1284-7.